# درخت برگ بیدی
درخت برگ بیدی (نام علمی: Bauhinia racemosa) نام یک گونه از زیرخانواده ارغوانیان است.